# アサデス。
『アサデス。』は、九州朝日放送（KBC）で放送されている、平日朝の地域情報ワイドテレビ番組。2001年4月2日に放送開始。2006年12月1日の九州朝日放送の地上デジタル放送開始からハイビジョン方式で放送されている。
本項では、本番組の一コーナーである「福岡県民遺産」の全国版特別番組である『あっぱれ!ニッポン国民遺産』、および一部地方局で単独番組扱いとして25分番組として再構成（ブローアップ）されたものが放送されていた『指原莉乃のさしごはん』にも触れる。

## 概要
2001年3月まで同局で放送されていた朝のローカル情報番組『朝はポレポレ』と九州・山口ブロックネット番組『情報回遊TV うるとらマンボウ』を一新し、【テレビ朝日系列平日午前のワイドショー枠】（テレビ朝日制作）をはさんだ2つの時間帯の番組を『アサデス。』に統一した。初代キャスターは近藤鉄太郎（九州朝日放送アナウンサー）と徳永玲子（タレント）。『ポレポレ』の流れをくむ『アサデス。KBC』は近藤が、『うるとらマンボウ』の流れをくむ『アサデス。九州・山口』は徳永がそれぞれ主に進行。徳永は『モーニングモーニング』放送当初から1993年までキャスターを務めたことがあり、8年ぶりにKBCの朝ワイドを担当。近藤はテレビ愛媛から移籍した後はスポーツ中継を中心に活動していたが、当番組で久しぶりの情報番組を担当。その後男性キャスターは高島宗一郎を経て、現在は宮本啓丞が担当。
なお、九州と山口で台風や地震などの災害が発生した際には、この『アサデス。』の（主に後者の）枠が九州・山口ブロックネットの報道特別番組に切り替えられる。テレビ朝日側で『報道特別番組』が製作された場合はそちらを優先する（後述）。
2008年4月7日から2020年9月24日までは、姉妹番組として、『アサデス。九州・山口』直後の時間帯に『サワダデス。→サワダデース』を編成。2015年10月3日から2018年3月24日までは、毎週土曜日の9・10・11時台に『土曜もアサデス。』も放送されていた。
2013年4月、放送開始から12年を超え、『モーニングモーニング』より長い期間放送される番組となった。
2019年4月1日からKBCラジオでラジオ番組『小林徹夫のアサデス。ラジオ』を、テレビ番組『アサデス。KBC』とは別途に放送しており、一部コーナーはテレビとの連動で行っている。
放送開始から20周年を迎えた2021年4月改編で、九州・山口ブロックの番組は『アサデス。7』となり、新型コロナウィルスの感染拡大防止の観点から司会代行をしていた三澤澄也がそのまま司会に就任するなど、『KBC』と『7』では『アサデス。』というタイトルのみ共通するものの、事実上の別番組になった。また、『アサデス。ラジオ』も7時間半の大型ワイド番組となった。また、この改編で全国のローカル朝ワイドで3番目に長い番組となった
『KBC』のみ、手のひらを見せて敬礼する「アサデス。ポーズ」というものが存在し、VTRインタビューを受けた芸能人が必ず行う（公式サイトで宮本と徳永が行っていたポーズがそれである）。また、2022年4月よりにリニューアルされ宮本がアナウンスを行うKBCテレビのオープニングでは当番組出演の女性キャスターによる「アサデス。」のコメント共にポーズをとるカットが挿入されている。

## アサデス。KBC
『アサデス。KBC』（アサデス。ケービーシー）は、九州朝日放送で月曜 - 金曜 6:00 - 8:00に放送されているローカル番組。ビデオリサーチの北部九州地区の視聴率公表上やEPG（Gガイド）上では6:00 - 6:45をPART1、6:45 - 8:00をPART2と分けているが、番組進行上はPART1とPART2の明確な区切りは無い。

### 概要
1986年放送開始の『モーニングモーニング』と前述の『朝はポレポレ』の流れを踏襲する情報番組ゾーン。福岡エリアの朝の情報を中心に、芸能情報、街ネタ情報などを放送。
2004年10月から「朝の生活時間にふさわしい」「よりわかりやすい」「親しみやすい」番組構成にリニューアル、さらに2006年12月1日には九州朝日放送でも地上デジタル放送がスタートし、それに伴ってオープニングのCGが変更されたり、出演者が大幅に入れ替わるなどのリニューアルを行った。
毎年6月第3週（2007年には6月15日 - 19日）はアメリカのゴルフ男子4大メジャーの第2戦目の『全米オープンゴルフ』を中継する関係で日本時間で金曜（初日）・月曜（最終日）の第1部の放送分は休止する（2017年までの原則毎年7月第2週は世界のゴルフ女子4大メジャーの第3戦目の『全米女子オープンゴルフ』も該当。ただし、2008年と2010年の「全米オープンゴルフ中継」第4日目は7:00からの放送だったため、第1部の放送を休止してテレビ朝日制作の『やじうまプラス』を7:00まで同時ネットした）。
直後に放送される『スーパーモーニング』の開始時間が2006年4月3日から2007年3月30日まで7:30となっていたが、朝日放送（当時）の『おはよう朝日です』や名古屋テレビ（メ〜テレ）の『特選朝いち どですか!』などと同様に、この番組の放送時間の変更はされず、『スーパーモーニング』が8:00飛び乗りとなっていた。
朝日放送テレビの『おはよう朝日です』、北海道テレビの『イチモニ!』とは違って土曜日の放送は無く、テレビ朝日制作の『グッド!モーニング』が同時ネットで放送されている。年末年始には放送が休止となる（年末は、2012年以降テレビ朝日制作の『やじうまテレビ!』→『グッド!モーニング』の放送がある場合はそちらを臨時に8:00まで時間拡大ネットしている。なお、2011年以前の年末は、『やじうまプラス』→『やじうまテレビ!』の第1部〈いずれも6:00 - 6:25〉を臨時非ネットとした上で、6:00 - 8:00の2時間はドラマの再放送を行っていた）。2021年以降は連休時期や大型休暇シーズンを中心に番組が休みとなり、穴埋めとして『グッド!モーニング』を臨時に8:00まで時間拡大ネットしている。
なお、ニュースコーナーでは全国ニュースの素材として『グッド!モーニング』5時台のニュースコーナーや5:50の『ANNニュース』のVTRが流用されているが、右上の見出しテロップを本番組のテロップで隠している。また、テレビ朝日側の音声を消して本番組のキャスターが原稿を読み上げる形を取っているが、ANNの記者の中継報告を録画したVTRを使用する場合は音声は差し替えないものの「中継」と書かれたテロップにぼかしをかける処理が施される。
なお2012年5月、番組テーマ曲がそれぞれ3代目へと変更され『KBC』『九州・山口』で異なるテーマ曲が用いられるようになった。
2014年9月29日からは、放送時間が25分早くなり、6:00開始となった。
2018年4月よりスタジオをリニューアルすることをTwitterで発表。同年3月26日に『裏 アサデス。』としてLINE LIVEとTwitterで同時配信をした。
台風接近時は4:55、ないしは5:25からの放送になることがある。（一部出演者はコーナー休止に伴い休演措置を取る場合あり）
2021年8月13日は当初はお盆期間の休止予定であったが、前日からの大雨が福岡・熊本など九州地方で降り続いていたことを踏まえてそれを返上して、宮本や徳永、佐藤などのメンバーで大雨情報を中心に放送した。
2021年10月4日放送分から出演者テロップの上側にプロフィールコメントが掲載される様になった。（詳しくは後述）
2022年3月27日から「スポーツ☆キラリ」のコーナー曲が変更された。
2022年4月4日からオープニング曲、エンディング曲などが変更されるなどリニューアルされた。
2022年10月4日は、番組放送中に北朝鮮が長距離弾道ミサイルを発射し、7:26頃にそれを知らせるJアラート情報が発令された。当番組では7:30頃の「脳のアサトレ。」のコーナーが終わった直後に『グッド!モーニング』の映像を流す形で第一報を宮本が伝えたが、程なくして番組は打ち切られ、そのまま『グッド!モーニング』をANN報道特別番組扱いで8:00までネット受けした。
2022年12月28日14:45 - 16:45に『イチモニ!』『ドデスカ!』『おはよう朝日です』との4番組共同特番『2022年 ご当地"推しニュース"GP』を放送した。
2023年4月3日よりメインMCの宮本と徳永が月曜〜木曜日の出演に変更。それを受けて金曜日（4月7日放送分〜）のメインMCを岡田理沙とジェフ太郎が担当する。また一部コーナーや担当MCも変更される。これにより祝日分及び宮本､徳永休演時のの代理MC（2021年度まではKBCのスポーツアナウンサーが時折代役(2023年2月頃の宮本休暇時の代役が事実上の最後となった)を担当していたが2022年度は岡田と上半期は松岡はな及び住吉孝介、下半期(2023年1月から)ジェフ太郎のコンビとなっていた）が廃止されて宮本休演時(2023年6月17日〜20日、この時は新型コロナウイルス感染、10月23日から26日は夏季休暇)は岡田が、岡田休演時(2023年9月29日は夏季休暇、その為25、26日もニュースココ大事を休演)は宮本がそれぞれ担当する。一方で徳永やジェフ太郎休演時の代役に関しては不明状況に応じて異なり、徳永の長期休暇時は岡田、松下、山下、太田がそれぞれ日替わりで担当。単発休暇時は岡田、徳永（ジェフ休演時）が代役を務める。
2023年5月15日 - 19日までは夕方の番組シリタカ!が放送開始5周年の特別キャンペーンを実施するPRとしてシリタカ!の出演者がそれぞれ出演した。（月曜日は財津南美（番組のOGでもあり、卒業以来初めて出演した）、火曜日は長岡大雅（この日はKBCオーガスタゴルフトーナメントのPRとして沖繁義も別途出演した）、水曜日は岡雄介（シリタカ!の気象予報士。2023年4月より出演）、木曜日は小鹿潤（KBC入社以来初めてアサデス。に出演した）、金曜日は和田侑也（宮本不在時のメインキャスター代理経験あり）が出演。その後のアフタートークまで登場した）
2024年4月からは番組をリニューアル。月曜〜木曜のコメンテーター制を廃止し（金曜の週替り制は継続）出演者やコーナーも一部変更。アサトピの木曜キャスターに山﨑萌絵が番組復帰、金曜キャスターに細谷めぐみが新たに加入。松下由依がスポーツ☆キラリ専任となり、月曜〜水曜日の出演に変更。4月から6月までは6時台のキラリとアサトピの時間が入れ替えられていたが、7月1日からは復旧。NEWSここ大事を気になる!ピコッにタイトル変更。「ユーチューニャー」の再開（終了）や小学一年生を対象としたミニコーナー（終了）も新設した。

### 出演者
○は九州朝日放送アナウンサー。

#### 現在
※()内は出演者紹介テロップのコメント(2024年現在) （太字はKBCラジオ『アサデス。ラジオ』兼務）
| 月曜                                                                                                   | 火曜                               | 水曜                                     | 木曜                                     | 金曜                                                           |
| メインキャスター                                                                                       | メインキャスター                   | メインキャスター                         | メインキャスター                         | メインキャスター                                               |
| --- | ---------------------------------- | ---------------------------------------- | ---------------------------------------- | -------------------------------------------------------------- |
| 宮本啓丞○（福岡・那珂中学出身）                                                                        | 宮本啓丞○（福岡・那珂中学出身）    | 宮本啓丞○（福岡・那珂中学出身）          | 宮本啓丞○（福岡・那珂中学出身）          | 岡田理沙○（通称、尼崎のホワイトパール）                        |
| 徳永玲子（太宰府・学業院中学出身）                                                                     | 徳永玲子（太宰府・学業院中学出身） | 徳永玲子（太宰府・学業院中学出身）       | 徳永玲子（太宰府・学業院中学出身）       | ジェフ太郎（小倉出身、頑張ります！）                           |
| コメンテーター                                                                                         |                                    |                                          |                                          |                                                                |
| 林尚行（朝日新聞社政治部長→ゼネラルエディター補佐）                                                    | 青木裕司（河合塾講師）             | （不在）                                 | 石原良純（不定期）                       | 深堀元文（精神科医、作家）                                     |
| （不在）                                                                                               | （不在）                           | （不在）                                 | （不在）                                 | ダグラス・ウェバー（元アップル技術者、カマキリワークショップ） |
| （不在）                                                                                               | （不在）                           | （不在）                                 | 臼井賢一郎（KBC解説委員長）              | 臼井賢一郎（KBC解説委員長）                                    |
| （不在）                                                                                               | （不在）                           | （不在）                                 | 西村香織（KBC報道情報センター長）        |                                                                |
| アサトピ・NEWSここ大事・深オイ担当                                                                     |                                    |                                          |                                          |                                                                |
| 山田としあき（福岡市西区出身）                                                                         |                                    |                                          |                                          |                                                                |
| 柴田優子                                                                                               | 山﨑萌絵（小倉北区出身、2児の母）  | 原直子（トキヲイキル）（福岡市西区出身） | 原直子（トキヲイキル）（福岡市西区出身） | 原直子（トキヲイキル）（福岡市西区出身）                       |
| 岡田理沙○（福岡歴8年兵庫出身）                                                                         | いわぶ見梨（福岡歴10年大阪出身）   | いわぶ見梨（福岡歴10年大阪出身）         | いわぶ見梨（福岡歴10年大阪出身）         | いわぶ見梨（福岡歴10年大阪出身）                               |
| 芸能オッショイ!担当                                                                                    |                                    |                                          |                                          |                                                                |
| ジェフ太郎（ついに引っ越しました）                                                                     | こだマン（弟はこだしぇんしぇ~）    | こだマン（弟はこだしぇんしぇ~）          | こだマン（弟はこだしぇんしぇ~）          | こだマン（弟はこだしぇんしぇ~）                                |
| （不在）                                                                                               | 宮田俊哉（Kis-My-Ft2）             | （不在）                                 | （不在）                                 | （不在）                                                       |
| まつおはるか                                                                                           | まつおはるか                       | 山下七子（朝からヒレカツ食べられます）   | 山下七子（朝からヒレカツ食べられます）   | 山下七子（朝からヒレカツ食べられます）                         |
| スポーツ☆キラリ担当                                                                                    |                                    |                                          |                                          |                                                                |
| 西田たかのり（野球）（応援隊長歴27年、但し4月〜6月ごろまでTwitter(現X)🔰のテロップが同時に着いていた） |                                    |                                          |                                          |                                                                |
| 松下由依（特技 書道、イラスト）                                                                        | 松下由依（特技 書道、イラスト）    | 松下由依（特技 書道、イラスト）          | 松田宣浩（九州朝日放送野球解説者）       | 居内陽平○（かつてはオレ竜ファンだがや）                        |
| ジェフ太郎（サッカー）                                                                                 | （不在）                           | （不在）                                 | （不在）                                 | （不在）                                                       |
| 藤原満（九州朝日放送野球解説者、不定期）                                                               |                                    |                                          |                                          |                                                                |
| 天気コーナー担当                                                                                       |                                    |                                          |                                          |                                                                |
| 佐藤栄作（気象予報士歴27年）                                                                           |                                    |                                          |                                          |                                                                |
| 大橋美月（久留米から通ってます）                                                                       | 大橋美月（久留米から通ってます）   | 今村ふわり（久留米市出身！）             | 今村ふわり（久留米市出身！）             | 今村ふわり（久留米市出身！）                                   |
| （不在）                                                                                               | （不在）                           | （不在）                                 | （不在）                                 | 大橋美月                                                       |

リポーター
- ボビー（ふるさとWish金曜中継リポーター・不定期）[注 16]
- 服部さやか（ふるさとWish金曜中継リポーター・不定期）
- ジェフ太郎（ふるさとWish金曜中継リポーター・不定期）
- 百市なるみ（ふるさとWish金曜中継リポーター・不定期）
- 松岡はな（HKT48、祝日時はMCを務める場合あり2023年3月24日放送分を以って中継リポーターを卒業）
- 國崎成美（AitaGIRL）
- 森保まどか（元HKT48。2023年3月31日放送分を以って番組を卒業）
- 磯辺真史
- 佐々木玄（よしもと福岡）
- 住吉孝介（祝日時松岡はながスケジュールの都合で出演不可の場合のみMCを務める。）
- 山下七子
- 池松美湖

#### 過去
メインキャスター
| 期間      | 期間       | 男性       | 男性       | 男性       | 男性       | 男性       | 女性     | 女性     | 女性     | 女性     | 女性     |
| 期間      | 期間       | 月曜       | 火曜       | 水曜       | 木曜       | 金曜       | 月曜     | 火曜     | 水曜     | 木曜     | 金曜     |
| --------- | ---------- | ---------- | ---------- | ---------- | ---------- | ---------- | -------- | -------- | -------- | -------- | -------- |
| 2001.4.2  | 2006.11.30 | 近藤鉄太郎 | 近藤鉄太郎 | 近藤鉄太郎 | 近藤鉄太郎 | 近藤鉄太郎 | 徳永玲子 | 徳永玲子 | 徳永玲子 | 徳永玲子 | 徳永玲子 |
| 2006.12.1 | 2010.8.26  | 高島宗一郎 | 高島宗一郎 | 高島宗一郎 | 高島宗一郎 | 高島宗一郎 | 徳永玲子 | 徳永玲子 | 徳永玲子 | 徳永玲子 | 徳永玲子 |
| 2010.8.27 | 2023.3.31  | 宮本啓丞   | 宮本啓丞   | 宮本啓丞   | 宮本啓丞   | 宮本啓丞   | 徳永玲子 | 徳永玲子 | 徳永玲子 | 徳永玲子 | 徳永玲子 |
| 2023.4.3  | 現在       | 宮本啓丞   | 宮本啓丞   | 宮本啓丞   | 宮本啓丞   | ジェフ太郎 | 徳永玲子 | 徳永玲子 | 徳永玲子 | 徳永玲子 | 岡田理沙 |

芸能コーナー担当
| 期間      | 期間       | 男性       | 男性       | 男性           | 男性           | 男性           | 女性         | 女性         | 女性       | 女性       | 女性       |
| 期間      | 期間       | 月曜       | 火曜       | 水曜           | 木曜           | 金曜           | 月曜         | 火曜         | 水曜       | 木曜       | 金曜       |
| --------- | ---------- | ---------- | ---------- | -------------- | -------------- | -------------- | ------------ | ------------ | ---------- | ---------- | ---------- |
| 2001.4.2  | 2004.10.1  | 逸見明正   | 逸見明正   | 逸見明正       | 逸見明正       | 逸見明正       | （不在）     | （不在）     | （不在）   | （不在）   | （不在）   |
| 2004.10.4 | 2005.4.1   | 岸本哲也   | 岸本哲也   | 岸本哲也       | 岸本哲也       | 岸本哲也       | （不在）     | （不在）     | （不在）   | （不在）   | （不在）   |
| 2005.4.4  | 2006.11.30 | こだま育則 | こだま育則 | こだま育則     | こだま育則     | こだま育則     | （不在）     | （不在）     | （不在）   | （不在）   | （不在）   |
| 2006.12.1 | 2008.3.28  | こだま育則 | こだま育則 | フラッシュ嶋田 | フラッシュ嶋田 | フラッシュ嶋田 | （不在）     | （不在）     | （不在）   | （不在）   | （不在）   |
| 2008.3.31 | 2009.3.27  | こだま育則 | こだま育則 | 石井裕二       | 石井裕二       | 石井裕二       | （不在）     | （不在）     | （不在）   | （不在）   | （不在）   |
| 2009.3.30 | 2012.3.30  | こだま育則 | こだま育則 | こだま育則     | 石井裕二       | 石井裕二       | （不在）     | （不在）     | （不在）   | （不在）   | （不在）   |
| 2012.4.2  | 2013.3.29  | こだま育則 | こだま育則 | こだま育則     | こだま育則     | 石井裕二       | （不在）     | （不在）     | （不在）   | （不在）   | （不在）   |
| 2013.4.1  | 2014.3.28  | こだま育則 | こだま育則 | こだま育則     | こだま育則     | 石井裕二       | 原直子       | 原直子       | 原直子     | 大鳥ゆき   | 大鳥ゆき   |
| 2014.3.31 | 2015.3.27  | こだま育則 | こだま育則 | こだま育則     | こだま育則     | 石井裕二       | 原直子       | 原直子       | 原直子     | 坂井汐梨   | 坂井汐梨   |
| 2015.3.30 | 2017.9.29  | 石井裕二   | こだマン   | こだマン       | こだマン       | こだマン       | 原直子       | 原直子       | 原直子     | 坂井汐梨   | 坂井汐梨   |
| 2017.10.2 | 2020.3.27  | 石井裕二   | こだマン   | こだマン       | こだマン       | こだマン       | 原直子       | 原直子       | 原直子     | 内村麻美   | 内村麻美   |
| 2020.3.30 | 2021.3.26  | 石井裕二   | こだマン   | こだマン       | こだマン       | こだマン       | 財津南美     | 財津南美     | 財津南美   | 内村麻美   | 内村麻美   |
| 2021.3.29 | 2023.3.31  | 石井裕二   | こだマン   | こだマン       | こだマン       | こだマン       | 内村麻美     | 内村麻美     | 内村麻美   | 太田江莉奈 | 太田江莉奈 |
| 2023.4.3  | 2023.12.27 | ジェフ太郎 | こだマン   | こだマン       | こだマン       | こだマン       | 内村麻美     | 内村麻美     | 内村麻美   | 太田江莉奈 | 太田江莉奈 |
| 2024.1.5  | 2024.12.27 | ジェフ太郎 | こだマン   | こだマン       | こだマン       | こだマン       | 山下七子     | 山下七子     | 太田江莉奈 | 太田江莉奈 | 太田江莉奈 |
| 2025.1.6  | 現在       | ジェフ太郎 | こだマン   | こだマン       | こだマン       | こだマン       | まつおはるか | まつおはるか | 山下七子   | 山下七子   | 山下七子   |

スポーツ☆キラリ担当
| 期間       | 期間       | 野球         | サッカー   | アシスタント | アシスタント | アシスタント | アシスタント | アシスタント |
| 期間       | 期間       | 野球         | サッカー   | 月曜         | 火曜         | 水曜         | 木曜         | 金曜         |
| ---------- | ---------- | ------------ | ---------- | ------------ | ------------ | ------------ | ------------ | ------------ |
| 2001.4.2   | 2005.4.1   | 西田たかのり | （不在）   | 矢佐間恵     | 矢佐間恵     | 矢佐間恵     | 矢佐間恵     | 近藤鉄太郎   |
| 2005.4.4   | 2006.11.30 | 西田たかのり | （不在）   | 梶原麻莉子   | 梶原麻莉子   | 梶原麻莉子   | 梶原麻莉子   | 近藤鉄太郎   |
| 2006.12.1  | 2008.3.28  | 西田たかのり | （不在）   | 柴田恵理     | 柴田恵理     | 柴田恵理     | 柴田恵理     | 柴田恵理     |
| 2008.3.31  | 2008.10.17 | 西田たかのり | （不在）   | 柴田恵理     | 柴田恵理     | 柴田恵理     | 柴田恵理     | 宮島咲良     |
| 2008.10.20 | 2009.3.27  | 西田たかのり | （不在）   | 長崎真友子   | 長崎真友子   | 長崎真友子   | 長崎真友子   | 宮島咲良     |
| 2009.3.30  | 2010.3.26  | 西田たかのり | （不在）   | 長崎真友子   | 長崎真友子   | 長崎真友子   | 長崎真友子   | 長崎真友子   |
| 2010.3.29  | 2012.3.30  | 西田たかのり | （不在）   | 石木碧       | 石木碧       | 石木碧       | 石木碧       | 太田祐輔     |
| 2012.4.2   | 2012.12.27 | 西田たかのり | （不在）   | 吉田沙織     | 吉田沙織     | 吉田沙織     | 吉田沙織     | 太田祐輔     |
| 2013.1.7   | 2015.3.27  | 西田たかのり | （不在）   | 吉田沙織     | 吉田沙織     | 吉田沙織     | 吉田沙織     | 沖繁義       |
| 2015.3.30  | 2016.4.1   | 西田たかのり | ボビー     | 山﨑萌絵     | 山﨑萌絵     | 山﨑萌絵     | 山﨑萌絵     | 沖繁義       |
| 2016.4.4   | 2017.1.27  | 西田たかのり | ボビー     | 山﨑萌絵     | 山﨑萌絵     | 沖繁義       | 山﨑萌絵     | 山﨑萌絵     |
| 2017.1.30  | 2018.3.30  | 西田たかのり | ボビー     | 野下史織     | 野下史織     | 沖繁義       | 野下史織     | 野下史織     |
| 2018.4.2   | 2018.12.27 | 西田たかのり | ボビー     | 野下史織     | 野下史織     | 居内陽平     | 野下史織     | 野下史織     |
| 2019.1.7   | 2020.3.27  | 西田たかのり | 石井裕二   | 野下史織     | 野下史織     | 居内陽平     | 野下史織     | 野下史織     |
| 2020.3.30  | 2021.10.1  | 西田たかのり | 石井裕二   | 岡田理沙     | 岡田理沙     | 岡田理沙     | 岡田理沙     | 居内陽平     |
| 2021.10.4  | 2021.12.24 | 西田たかのり | 石井裕二   | 岡田理沙     | 岡田理沙     | 岡田理沙     | 松下由依     | 居内陽平     |
| 2022.1.5   | 2023.3.31  | 西田たかのり | 石井裕二   | 松下由依     | 松下由依     | 松下由依     | 松下由依     | 居内陽平     |
| 2023.4.3   | 2024.3.29  | 西田たかのり | ジェフ太郎 | 松下由依     | 松下由依     | 松下由依     | 松下由依     | 居内陽平     |
| 2024.4.1   | 現在       | 西田たかのり | ジェフ太郎 | 松下由依     | 松下由依     | 松下由依     | 松田宣浩     | 居内陽平     |

ニュース担当
- 逸見明正（当時九州朝日放送アナウンサー、日替わり報道デスクと掛け合い、または報道フロアから中継）
- 細谷めぐみ○
- 工藤悟（当時九州朝日放送アナウンサー）
- 加納有沙（当時九州朝日放送アナウンサー・元文化放送アナウンサー）
- 小林徹夫○
- 長岡大雅○（スポーツ☆キラリ男性アナ不在時には代理を務めた事もある）
- 加藤恭子○
- 石井しおり（当時九州朝日放送アナウンサー・元北海道文化放送アナウンサー・現フリーアナウンサー）
- 山﨑萌絵○
- 軽部明香里（フリーアナウンサー）
- いわぶ見梨（フリーアナウンサー・元九州朝日放送アナウンサー）
- 岡田理沙○

アサトピ・フクオカネタラボ・NEWSここ大事・深オイ担当
- 角野友紀（フリーアナウンサー・元朝日放送アナウンサー）（アサトピ・NEWSここ大事 月曜・火曜）
- 平川尚子○（NEWSここ大事 木曜・金曜、但し現在も出演者が休演時に代役で参加する場合あり）

天気コーナー担当
| 期間      | 期間       | 気象予報士 | アシスタント | アシスタント | アシスタント        | アシスタント | アシスタント        |
| 期間      | 期間       | 気象予報士 | 月曜         | 火曜         | 水曜                | 木曜         | 金曜                |
| --------- | ---------- | ---------- | ------------ | ------------ | ------------------- | ------------ | ------------------- |
| 2001.4.2  | 2004.4.2   | 佐藤栄作   | （不在）     | （不在）     | （不在）            | （不在）     | （不在）            |
| 2004.4.5  | 2005.4.1   | 佐藤栄作   | 生野陽子     | 生野陽子     | 生野陽子 石松美由紀 | 石松美由紀   | 石松美由紀          |
| 2005.4.4  | 2006.3.31  | 佐藤栄作   | 生野陽子     | 生野陽子     | 園田智子            | 園田智子     | 園田智子            |
| 2006.4.3  | 2006.9.29  | 佐藤栄作   | 生野陽子     | 生野陽子     | 村田友紀            | 園田智子     | 園田智子            |
| 2006.10.2 | 2006.11.30 | 佐藤栄作   | 村田友紀     | 村田友紀     | 園田智子            | 園田智子     | 園田智子            |
| 2006.12.1 | 2008.3.28  | 佐藤栄作   | 恒吉なぎ     | 恒吉なぎ     | 大庭菜月            | 大庭菜月     | 恒吉なぎ            |
| 2008.3.31 | 2009.3.27  | 佐藤栄作   | 恒吉なぎ     | 恒吉なぎ     | 内村麻美            | 内村麻美     | 恒吉なぎ            |
| 2009.3.30 | 2012.3.30  | 佐藤栄作   | 内村麻美     | 内村麻美     | 内村麻美            | 宮崎麻里英   | 宮崎麻里英          |
| 2012.4.2  | 2013.3.29  | 佐藤栄作   | 内村麻美     | 内村麻美     | 内村麻美            | 松井美里     | 松井美里            |
| 2013.4.1  | 2014.9.26  | 佐藤栄作   | 坂本麻子     | 坂本麻子     | 松井美里            | 松井美里     | 松井美里            |
| 2014.9.29 | 2015.9.25  | 佐藤栄作   | 坂本麻子     | 坂本麻子     | 財津南美            | 財津南美     | 片淵茜              |
| 2015.9.28 | 2016.4.1   | 佐藤栄作   | 坂本麻子     | 坂本麻子     | 財津南美            | 財津南美     | 伊藤きみこ          |
| 2016.4.4  | 2017.12.27 | 佐藤栄作   | 財津南美     | 財津南美     | 財津南美            | 伊藤きみこ   | 伊藤きみこ          |
| 2018.1.4  | 2018.3.30  | 佐藤栄作   | 太田江莉奈   | 太田江莉奈   | 平島彩香            | 伊藤きみこ   | 伊藤きみこ          |
| 2018.4.2  | 2018.9.28  | 佐藤栄作   | 平島彩香     | 平島彩香     | 伊藤きみこ          | 太田江莉奈   | 太田江莉奈          |
| 2018.10.1 | 2020.11.30 | 佐藤栄作   | 平島彩香     | 平島彩香     | 太田江莉奈          | 太田江莉奈   | 太田江莉奈          |
| 2020.12.1 | 2020.12.25 | 佐藤栄作   | 山下七子     | 山下七子     | 太田江莉奈          | 太田江莉奈   | 太田江莉奈          |
| 2021.1.5  | 2023.3.31  | 佐藤栄作   | 山下七子     | 山下七子     | 山下七子            | 池松美湖     | 池松美湖            |
| 2023.4.3  | 2023.12.27 | 佐藤栄作   | 池松美湖     | 池松美湖     | 山下七子            | 山下七子     | 山下七子            |
| 2024.1.5  | 現在       | 佐藤栄作   | 大橋美月     | 大橋美月     | 今村ふわり          | 今村ふわり   | 大橋美月 今村ふわり |

リポーター
- 上野敏子（中継リポーター、「ピンキー」として2006年3月まで）
- 高岡葉月（九州朝日放送アナウンサー沖繁義夫人、2006年6月まで）
- 英太郎（火曜・木曜中継リポーター、「エータロー」として2006年4月 - 2006年11月）
- セバスティアン・プロー（タレント・中継リポーター、2006年12月 - 2008年3月）
- 梅田彩佳（当時AKB48・元NMB48、「MORNINGブラボー」リポーター、2007年4月 - 2008年4月4日[注 18]）
- 原田らぶ子
- 井上志帆子
- 逸見明正（九州朝日放送報道部）
- 坂本麻子[注 19]
- 馬淵由季
- 中島つぐまさ
- 工藤采佳
- 伊藤きみこ
- 岡部来亜（AitaGIRL）（ふるさとWish金曜中継リポーター）
- 田島芽瑠（当時HKT48・現タレント&女優）（ふるさとWish金曜中継リポートを不定期で担当。祝日版放送時は居内ら男性KBCアナウンサーと共にメインキャスターを務める場合があった。2022年3月グループ卒業後も出演していたが、祝日版スタジオMCを務めた2022年3月21日を以って番組を卒業。また、2021年4月から2022年3月まではシリタカ!との共同企画であるTrip!北九州のアサデスKBC版にもメインキャスターの宮本とVTR出演。）
- 篠原けんじ
- 吉村幸栄
- 三澤澄也○（ふるさとWish金曜中継リポーター、2022年3月まで）

その他
- 西村香織（元九州朝日放送アナウンサー・メインキャスター徳永玲子の休暇時に出演、2006年10月より報道部記者などを経て現在は同報道情報センター長）
- 渕上やえみ
- 外園妙子（報道、生活情報担当）
- 平野レミ（料理研究家・火曜VTR出演）
- コレスニック・ヤナ（「自分で作ろう」担当）
- 指原莉乃（当時HKT48、さしごはん担当）
- 松村邦洋（タレント・金曜、週替わりコメンテーター）
- おすぎ
- トコ
- 井上公造（芸能ニュース担当）

### 視聴率
放送開始当初は苦戦していたものの、2011年以降は『めざましテレビ』（テレビ西日本。フジテレビ制作）や『ZIP!』（福岡放送、日本テレビ制作）を抑え時間帯1位を獲得することが多く、年間または年度視聴率は2011年以降1位である。歴代最高視聴率は、2015年8月25日放送分のPART2（6:45 - 8:00）の19.7%（2018年1月現在）。2022年現在も同年上期ではPART1が4.9％、PART2が8.3％であり、独走態勢を維持しているが、裏にキー局からのネットと自局制作部分の混成編成のスタイルを取るワイド番組『バリはやッ!ZIP!』（福岡放送）もあり、しのぎを削っている。
| 年度別の平均視聴率（「PART2」〈月 - 金曜日6:45 - 8:00〉を記載） | 年度別の平均視聴率（「PART2」〈月 - 金曜日6:45 - 8:00〉を記載） | 年度別の平均視聴率（「PART2」〈月 - 金曜日6:45 - 8:00〉を記載） |
| 年度                                                            | 平均視聴率                                                      | 備考                                                            |
| --------------------------------------------------------------- | --------------------------------------------------------------- | --------------------------------------------------------------- |
| 2007年                                                          | 5.8%                                                            |                                                                 |
| 2008年                                                          | 7.7%                                                            |                                                                 |
| 2009年                                                          | 10.3%                                                           |                                                                 |
| 2010年                                                          | 11.3%                                                           |                                                                 |
| 2011年                                                          | 10.9%                                                           | 時間帯1位                                                       |
| 2012年                                                          | 10.7%                                                           | 時間帯1位                                                       |
| 2013年                                                          | 9.8%                                                            | 時間帯1位                                                       |
| 2014年                                                          | 9.8%                                                            | 時間帯1位                                                       |
| 2015年                                                          | 12.0%                                                           | 時間帯1位                                                       |
| 2016年                                                          | 13.3%                                                           | 時間帯1位                                                       |
| 2017年                                                          | 13.0%                                                           | 時間帯1位                                                       |
| 視聴率はビデオリサーチ調べ、北部九州地区・世帯・リアルタイム。  |                                                                 |                                                                 |

### 主なコーナー
- NEWSアサトピ
- フクオカネタラボ
- 芸能情報
  - エン魂（2014年9月現在、コーナーオープニングで本田雅人の「Good Moon」[注 21]が5秒間使われている）
  - 芸能オッショイ! - このコーナーでは話題を紹介するごとに「オッショイ!」の掛け声が入る。「オッショイ」は博多祇園山笠の掛け声から。
- 天気情報・交通情報（1日につき5回（6時台3回・7時台2回））
  - 1回目は本社前から佐藤とお天気キャスターで伝える。2023年からロボット型の置物が登場。胸元に気温を占めす半円型のグラフと数値、2つのボタンがあり、このグラフを佐藤が手動で動かしながら気温を変化を伝える。このロボット、9月より「ロボ作さん」と命名され、プロフィールコメントによれば「ライバルはネコ型ロボット」とのこと。
  - 2回目は佐藤のみがスタジオで伝える（それ以外は佐藤とお天気アシスタントが外から伝える）
  - 3回目は佐藤の独自予報「天ピタ」
  - 4回目は交通情報のみ伝える場合がある
  - 2013年12月26日の放送では、自ら気象予報士の資格を持つ吉田沙織が初の天気予報を伝えた。このため、スポーツコーナーは沖が担当した。
  - 2023年度から佐藤とお天気アシスタントが週1回スタジオを飛び出して福岡県内もしくは佐賀県内の某所からのリポートを兼ねて天気予報を伝えている。
- NEWSここ大事 →気になる!ピコッ- 従来のニュースコーナーと新聞コーナーを統合。6時台と7時台に2回。
- SPORTS☆キラリ - スポーツコーナー。主に週明け月曜日にJリーグの福岡県・佐賀県を本拠地とする3チーム[16]の試合結果などの話題がある以外は、プロ野球福岡ソフトバンクホークスの試合結果ならびに同チームに関連する話題が殆どを占めている。2023年度より、シーズン中のみ「6時もキラリ⭐︎」（西田のみ出演だが高校野球開催時は『甲子園への道〜福岡』をこの時間に放送する場合あり）が加わり、6時台と7時台に2回放送されるようになった。（但しテレビ朝日系列で放送される国際スポーツイベント(オリンピック、世界水泳、サッカーワールドカップ、侍ジャパン戦などが該当)のナビ放送(6時から5分間並びに10分間での放送)の為アサデス。自体が放送短縮の場合6時台の放送は無し）
  - プロ野球の日本シリーズや交流戦で、福岡ソフトバンクホークスと阪神タイガースが対戦する際に、当番組と同じ時間帯に大阪・ABCテレビで放送されている情報番組『おはよう朝日です』との同時生放送で地元チームの応援合戦を繰り広げる、『鷹虎大決戦 アサデス。KBC VS おはよう朝日です』を行う場合、この枠で放送される[注 22]。同時生放送は6:59からの約7分間で、試合翌日に、それぞれの立場から試合の模様を振り返る。詳細はリンク先を参照。また枠を拡大して放送する場合があり、その際は朝イチスクープ！を休止されていたが、2023年より7:10からの約10分間に変更され、従来通り朝イチスクープ！を放送されるようになった。（なお、シリタカ!で放送された内容を一部流用して対応。）
  - 2022年プロ野球の開幕戦で、福岡ソフトバンクホークスとBIG BOSS（新庄剛志）を新監督に迎えた北海道日本ハムファイターズが対戦する際に、当番組と同じ時間帯に北海道・北海道テレビで放送されている情報番組『イチモニ!』との同時生放送で地元チームの応援合戦を繰り広げた。『鷹ハム対決 福岡対北海道』を行う場合、この枠で放送される[注 23]。同時生放送は7:10からの約7分間で、試合翌日に、それぞれの立場から試合の模様を振り返る。また枠を拡大して放送する場合があり、その際は朝イチスクープ！を休止する。
  - 2023年2月13日〜17日は人気TikTokerユニット『ばりやわとんこつ』メンバーの新谷あやかが一週間担当した。（月〜木曜担当の松下が宮崎キャンプ取材及び冬期休暇取得、金曜担当の居内もシリタカ!の代打MC担当（木、金曜日）でそれぞれ休演した為）。新谷はそのまま『アサデス。ラジオ』にも出演。
- 朝イチスクープ! - 政治、経済、街で起きているひそかなブーム、ご近所の身近な話題などをさまざまな視点で特集する。（稀にテレビ朝日の報道番組（以前はKBCニュースピアが該当）内特集企画をアサデス。側で再編集しテロップやナレーションを差し替えてして放送する場合あり）祝日版は2022年度まではタイトルをスローニュースとして放送していた。以前はアサデスラジオと同時放送の場合もあった。なお前述のスポーツ☆キラリ拡大版やふるさとWish、Trip!北九州[注 24]（2021〜2年はシリタカ!との共同企画として放送。2023年以降はアサデス。KBC単独となる。一方でシリタカ!版は番組の構成及び編成上の都合上終了となった）をこの時間帯に放送する場合もあり、その際は休止となる。2022年からは同コーナーの企画としてアサデス。POSTを不定期にて開始。また、エリア内で大規模な事件や災害が発生した際には当日放送される予定の企画を差し替えた上でその様子を中心に現地からの最新リポートを交えながら放送する。（前述通り台風接近や大雨、大雪の場合番組全編差し替えの場合あり）また不定期企画としてガマダセ!動物園やさすらい診療日記を放送する時もある。2023年からは金曜日の月イチ企画として『アサデス。ふぁ~む』を放送。この企画は『水と緑の物語』とのコラボ企画として期間限定（4月〜特番放送期間まで）で実施されている。2024年3月頃からは毎週火曜日に謎解き!ド・ローカルミステリーをこの時間に放送。
- 売れてません！でもいい品です（不定期）
- 福岡県民遺産（不定期）
- アサデス。30秒PR - 一般の人が催し物を30秒で紹介。
- 深オイ
- ユーチューニャーのおしごとずかん[注 25]

### 過去のコーナー
- ナナマエ★芸能
- 自分で作ろう
- チャレンジ・ザ・西田 - 視聴者参加3択クイズ、賞金5000円。2009年9月25日放送分をもって終了。
- 玲子の朝刊ウォッチ - 朝刊各紙の記事を徳永が伝える。
- 福岡トリビア
- 福岡レジェンド
- ナゾの食材ハンター
- よかろうもん
- 指原莉乃のさしごはん（不定期） - 自らはまともにおにぎりもにぎったことがない、料理音痴といわれた指原の料理の腕前を磨くコーナーで、後述のとおり、このコーナーだけをブローアップした単独番組版（後述）がある。2015年以降は指原が多忙になったことも影響したためか、新規製作・『アサデス。』内でのコーナー放送はされていないが、現在も番組ホームページの出演者紹介には指原が掲載されている。

- 日替わりコーナー
  - （月曜）週刊おすぎ
  - （火曜）街角特派員ド☆ローカルNEWS/おすぎの100まで生きるわよ!
  - （水曜）バリ熱ワード
  - （木曜）週替わり
  - （金曜）生中継
- パパンがパンダ！ - 2019.3.29をもって終了。
- ユーチューニャー（2023年4月4日～2023年7月11日、2024年4月2日～2024年6月18日）

## アサデス。九州・山口
『アサデス。九州・山口』（アサデス。きゅうしゅう・やまぐち）は、毎週月 - 木曜9:55 - 10:25に九州・山口のテレビ朝日系列局（クロスネット局含む。）の共同制作ブロックネットで放送していた番組。従前は制作局では9:55 - 10:45に放送していたが、枠縮小前の時点では10:00に飛び乗り点・10:27に飛び降り点が存在していた（2019年4月からの枠縮小でこれらは完全解消）。2020年9月28日より、KBCのみ5分拡大し、9:55 - 10:30となった。10:25 - の5分間は、アイタガール中継を放送。2020年9月24日をもってサワダデースが終了したことにより、同番組内で放送していたアイタガール中継が10:25 - に移動した。
2021年3月25日の放送をもって終了。次番組は『アサデス。7』（アサデス。セブン）。

### 概要
ファッション、グルメなどの主婦向け情報を放送。また、ネット局からの生中継が入ることもある。
当該時間帯の前番組『うるとらマンボウ』を引き継いで、祝日には『アサデス。九州・山口　増刊号』を放送しており、番組本編の過去のVTRの再放送とスタジオでのトークをあらかじめ収録したものを届ける総集編的番組であるが、大型連休などの場合、『アサデス。KBC』との共通出演者もいることから通常版の放送を行うケースもある。
年に数回「宮崎ウィーク」「長崎ウィーク」と題した特集を1週間組んだり、テレビ宮崎アナウンサーの佐々木六華や柳田哲志が九州朝日放送のスタジオに入ったり、鶴衛真理（当時）が福岡市内のロケに参加したりと、テレビ宮崎と番組のつながりは大きい。また、「長崎ウィーク」の際は長崎文化放送で定期的に中継が設けられる。なお、山口朝日放送についても、放送開始から10年にあたる2011年2月に「山口ウィーク」が放送された。他の県についても数年に一度行われ「大分ウィーク」は2011年11月、「鹿児島ウィーク」は2015年11月、「熊本ウィーク」は2015年12月に放送された。定期中継がなくても各種話題での取材は幾度もある。
2013年6月までは、平野レミがVTRで出演する「デリバリキッチン」が放送されていた。このコーナーの収録は基本的に福岡県内のイオンのショッピングセンターで行われていたが、イオンモール鹿児島にて2011年に収録が行われたこともある。「宮崎ウィーク」時のみはイオンモール宮崎での収録となった。2013年7月以降、イオンとのコラボレーションコーナーはパンクブーブーが出演する「暮らしのハウトゥー BooBooハウス」に変更された。

### 出演者
○は九州朝日放送アナウンサー。

#### 現在
メインキャスター
出演者が休暇の場合に他のアナウンサーやタレントがメインキャスターを代行するが、新型コロナウイルス感染予防のため2020年4月20日以降は沖繁義○、6月1日以降は三澤澄也○が単独で代行している。
- 徳永玲子（俳優(女優)、タレント）
- 宮本啓丞○（2010年8月30日 - ）

コーナー担当
- パンクブーブー（「暮らしのハウトゥー BooBooハウス」（火曜））
- 佐藤栄作（気象予報士） - 「栄作の天気デス。」(枠縮小前は9:55から放送している九州朝日放送など一部地域のみ出演。)

その他
- ボビー（中継リポーター）
- 秋本ゆかり（タレント）
- 山田としあき（タレント）
- 西本美恵子（タレント）
- 百市なるみ
- 百市道徳
- 平田たかこ
- 斉藤ふみ
- 中島つぐまさ
- 野中勇輔（メタルラック）
- 岩部見梨
- 石井祐二
- 三好美優
- 黒田あゆみ

出演者の一部は、『アサデス。九州・山口』終了後の『サワダデス。』にも10分時代に出演していた。

#### 過去
メインキャスター
- 初代 2001年4月2日 - 2006年11月30日 近藤鉄太郎○
- 2代目 2006年12月1日 - 2010年8月26日 高島宗一郎（現・福岡市長）

コーナー担当
- 西村香織（当時九州朝日放送アナウンサー・「奥様トレンドニュース」（西村カオリ・毎月最終木曜））
- 村仲皆美（タレント・「Tomomiっパラ!」（水曜））
- 谷遼（タレント、「ラブてく」（木曜））
- パタパタママ（「スポッチャ王」（木曜））
- 若田部健一（プロ野球解説者・「主婦の鷹」（月曜）、「スポッチャ王」（木曜））
- 長崎真友子（当時九州朝日放送アナウンサー・「主婦の鷹」（月曜））
- 石井裕二（奥さま脳内エクササイズ「頭ひねりウシ」（木曜））
- 平野レミ（料理研究家・「デリバリキッチン」（火曜））
- 逸見明正（9:55～10:00「芸能５分勝負」（KBCのみ、月～木曜）、「芸能F」（火曜）））

中継リポーター
- 英太郎（木曜担当、「エータロー」として登場）
- セバスティアン・プロー（木曜担当）
- こだマン（「芸能デス。」（九州朝日放送のみ）、｢トークデス。｣（木曜日）「芸能F」、「週間アサデス。芸能」（火曜））
- 内村麻美（タレント、お天気・「ちょいコレ」（月曜・火曜）[注 26]）
- コンバット満（「ママトモちゃんねる」）
- 若田部佳代（「家族でGO!」）（タレント、若田部健一夫人・若田部遥（元HKT48）の母）

その他
- 梶川善寛（タレント、2006年3月まで）
- 武藤麻美（当時熊本朝日放送アナウンサー、現在NHK福岡放送局専属契約のフリーアナウンサー）
- 田崎日加理（当時九州朝日放送アナウンサー・台風地震時の情報キャスター、ごく稀に出演）
- 岸本哲也（当時長崎文化放送アナウンサー）
- 草柳悟堂（当時九州朝日放送報道部・台風地震時の情報キャスター、ごく稀に出演）
- 生野陽子（お天気コーナー担当、当時タレント・現フジテレビアナウンサー）
- 蔵薗えみり（タレント、お天気情報・「ちょいコレ」担当。2010年12月まで）

### 主なコーナー
- 月曜日ー木曜日通し
  - ニュース喜怒哀楽
- 月曜日
  - おす街（月に1回、旧「おす街ック」）
  - 美食キャスター
  - おすぎの本当に美味しい
  - おすぎに知ってほしい108のこと
  - テレビに出ちゃっていいんですか?
  - おすぎのシネマデス。
  - 主婦の鷹（月に1回）
- 火曜日
  - 暮らしのハウトゥー BooBooハウス - パンクブーブーの黒瀬演じる住人が、イオン好きの大家を演じる佐藤と共に衣・食・住に関する様々なテクニックを、佐藤となぜか縁がある達人から教わるコーナー。
- 水曜日
  - 玲子のお散歩ナビ 発掘サンポロジー
- 木曜日
  - 奥サマ55インタビューズ
  - 教えてジモティーヌ
  - 玲子が行く! 旬の旅ガイド計画
  - ママトモちゃんねる
  - 家族でGO!
  - 殿様飯

### 過去に放送されたコーナー
- おすぎのなんなのよ〜
- アサデス。調査隊
- 月イチ New Open
- つくりびと〜匠を感じるおとなの旅〜
- 九州山口 全市町村（ふるさと）“ラブ”訪ね歩記（あるき）「ラブてく」
- 九州山口「噂のてんびんショー」
- 有吉観光
- 不定期企画
  - 闘え!スポッチャ王!（ラウンドワンのアミューズメント施設「スポッチャ」を使用した月に1回の特別企画）
    - 一般家族とゲスト芸人+レギュラー出演陣のスポッチャ王軍団が対決、3ゲームの勝敗により積み立て賞金が決まり、最後の難関・スプリットボウリングをクリアできれば賞金獲得（最大30万円）。2か月に一度、ラウンドワンで公開録画を行っていた。誰がスポッチャ王として参加するかは、ラウンドワンホームページで収録日と共に案内されていた。

  - デリバリキッチン

料理家・歌手の平野レミが番組リポーター秋本ゆかり（九州朝日放送のアナウンサー？）と共にイオン九州の福岡県内（たまに福岡県外）の店舗において料理を作り披露している。
主な撮影地はイオン福岡伊都店・イオン香椎浜店・イオン福岡店・イオン筑紫野店・イオン大牟田店・イオン福津店である。
基本的に当該地でのロケであり、九州朝日放送スタジオの出演は行われない。

その他、番組開始から2007年末までKBC送出で沖縄を除く九州7県と山口の天気テロップを表示していたが、2008年をもって取りやめられた。

### ネット局
『うるとらマンボウ』をそのまま引き継いだため、放送時間はKBCのみ9:55 - 10:45、それ以外のネット局は10:00 - 10:45であった。
『ワイド!スクランブル・第1部』（以下『ワイスク・第1部』）が制作局のテレビ朝日では2014年4月1日から10時台からの放送となり、放送時間が10:30 - 12:00となったが、本番組の放送時間に変化はなかった。ただし、これまで設けられていた10:00の飛び乗り点に加え、新たに10:30（実際には10:26.45）に飛び降り点が設けられた。これにより『ワイスク・第1部』を（当時）フルネットすることが可能な体制となり、本番組ネット局では熊本朝日放送がこの飛び降りポイントを行使して『ワイスク・第1部』を10:30から放送していた。
なお2019年4月2日から、制作局における本番組の後続番組『サワダデース』が従前より20分繰り上げ・10分短縮となる、10時25分 - 11時10分に放送時間変更することに伴い、本番組は全ネット局で放送時間を9時55分 - 10時25分に統一し、飛び乗り・飛び降りがなくなる。これにより、この前日の同月1日からMCつき番組名に改題される『大下容子ワイド!スクランブル・第1部』（以下、『大下容子ワイスク・第1部』）を、本番組のネット局全局で本番組を飛び降りることなく、通常時からフルネットもしくは10時30分飛び乗りネットが可能になる（同月1日の『大下容子ワイスク・第1部』については新元号発表関連報道のため、テレビ朝日系列フルネット全24局のみでの放送とした上でいずれの局でも臨時フルネットとなった）。これにより鹿児島放送では通常時、『大下容子ワイスク・第1部』の飛び乗り時刻を月 - 木曜に限り、11時45分から10時30分に繰り上げるが、金曜の飛び乗り時刻は従前通り11時45分のままである。
前述通り、2020年9月28日よりKBCのみ5分放送時間が拡大。『サワダデース』でおこなっていたアイタガール中継を番組末尾に移動させたことに伴うもので、10時25分の飛び降りポイントが復活している。
テレビ朝日で報道特番が製作された場合は当番組を休止し、そちらをネットする。テレビ宮崎については当該時間はテレビ朝日/ANNからの配給枠ではあるものの、フジテレビがFNN特番を制作した場合は当番組やテレビ朝日の番組をネットせずにフジテレビから受けることがある。テレビ朝日の特番は直前のワイドショーから司会者が継続しているケースがしばしばで、2009年3月27日までは実質宮崎放送とのリレー放送のようになっていたことがある。
- 2020年9月28日時点。備考欄記載の状況は2019年度以降のもの。

| 放送対象地域 | 放送局              | 系列                                         | 放送日時                   | 備考   |
| ------------ | ------------------- | -------------------------------------------- | -------------------------- | ------ |
| 福岡県       | 九州朝日放送（KBC） | テレビ朝日系列                               | 毎週月 - 木曜 9:55 - 10:30 | 制作局 |
| 山口県       | 山口朝日放送（yab） | テレビ朝日系列                               | 毎週月 - 木曜 9:55 - 10:25 |        |
| 長崎県       | 長崎文化放送（ncc） | テレビ朝日系列                               | 毎週月 - 木曜 9:55 - 10:25 |        |
| 熊本県       | 熊本朝日放送（KAB） | テレビ朝日系列                               | 毎週月 - 木曜 9:55 - 10:25 |        |
| 大分県       | 大分朝日放送（OAB） | テレビ朝日系列                               | 毎週月 - 木曜 9:55 - 10:25 |        |
| 鹿児島県     | 鹿児島放送（KKB）   | テレビ朝日系列                               | 毎週月 - 木曜 9:55 - 10:25 |        |
| 宮崎県       | テレビ宮崎（UMK）   | フジテレビ系列 日本テレビ系列 テレビ朝日系列 | 毎週月 - 木曜 9:55 - 10:25 |        |

## アサデス。7
『アサデス。7』（アサデス。セブン）は、毎週月 - 木曜9:55 - 10:25に九州・山口のテレビ朝日系列局（クロスネット局含む。）の共同制作ブロックネットで放送している番組。通称『アサ7』（アサナナ）。

### 概要
ファッション、グルメなどの主婦向け情報であることは『九州・山口』時代と変わらないが、ここに「ファミリー目線で得する情報」が追加されている。番組名は九州山口7局ネットであることと、視聴者の毎日がハッピーでナナイロに彩られますようにという願いが込められている。
出演者は『九州・山口』から一部スライドしているが、これまでと違い、『KBC』と『7』で分けられるようになった。
メインキャスターが休暇などで休演する場合はネット局のアナウンサーが代理を担当する。(まれにKBCのアナウンサーや当番組の出演者（リポーター。後述参照）が担当の場合あり）
『九州・山口』時代同様に台風や地震などの災害が発生した際には、この枠が九州・山口ブロックネットの報道特別番組に切り替えられる。2023年以降は出演者の一人であるまつおはるかはタレントであるため、この編成になった場合は出演を取りやめ、三澤と岡田など『KBC』枠に出演していたアナウンサーが加わって番組を行う。

### 出演者
○は九州朝日放送アナウンサー。

#### 現在
メインキャスター
- 三澤澄也○
- まつおはるか（2023年4月3日 - ）

コーナー担当
- 柴田優子○「キッザニア子どもNews」(水曜。2025年1月 - 。2022年10月 - 2024年3月までは松下由依。2024年4月 - 2024年12月までは細谷めぐみ。）

その他
- 秋本ゆかり（タレント）
- 西本美恵子（タレント）
- 斉藤ふみ
- 中島つぐまさ
- 野中勇輔（メタルラック）
- 三好美優
- はらみき（2024年3月までは原実記名義）
- 栗原萌実

#### 過去
| 期間      | 期間      | 男性     | 女性         | 女性         | 女性         |
| 期間      | 期間      | 男性     | 月曜・火曜   | 水曜         | 木曜         |
| --------- | --------- | -------- | ------------ | ------------ | ------------ |
| 2021.3.29 | 2021.9.30 | 三澤澄也 | 加藤恭子     | 加藤恭子     | 岡田理沙     |
| 2021.10.4 | 2022.3.31 | 三澤澄也 | 加藤恭子     | 岡田理沙     | 細谷めぐみ   |
| 2022.4.4  | 2023.3.30 | 三澤澄也 | 細谷めぐみ   | 細谷めぐみ   | 加藤恭子     |
| 2023.4.3  | 現在      | 三澤澄也 | まつおはるか | まつおはるか | まつおはるか |

### 主なコーナー

#### 現在
- キッザニア子どもNews（水曜。キッザニア福岡にあるアサデス。ブースから中継。幼稚園や保育園児、小学生、中学生が対象）
- Dancin' Quiz（2024年4月1日 - ）
- ヒミツとナナゾノくん（火曜）（2024年7月2日 - ）

#### 過去に放送されたコーナー
- 「暮らしのハウトゥー BooBooハウス」パンクブーブー（火曜）（2013年7月2日 - 2022年3月29日）
- 「ふるさとWishアイタカー中継」
アイタガール　KBCのみ放送(KBC以外終了後の10:24分からcm無しで放送)(2020年9月28日 - 2022年4月9日？)
4月11日からは同日放送開始した地元応援live Wish+内で放送されている。
- 長野博の食のチカラ（火曜）（2022年4月5日 - 2024年6月25日）

### ネット局
テレビ朝日で報道特番が製作された場合は当番組を休止し、そちらをネットする。テレビ宮崎については当該時間はテレビ朝日/ANNからの配給枠ではあるものの、フジテレビやテレビ西日本がFNN特番を制作した場合は当番組やテレビ朝日の番組をネットせずにフジテレビやテレビ西日本から受けることがある（逆に言えばフジテレビやテレビ西日本が製作しない限りはKBCやテレビ朝日から受けることがある）。一方で日本テレビや福岡放送がNNN特番を制作してもネットすることはない。
- 2022年4月4日現在。備考欄記載の状況は2021年度以降のもの。

| 放送対象地域 | 放送局              | 系列                                         | 放送日時                   | 備考   |
| ------------ | ------------------- | -------------------------------------------- | -------------------------- | ------ |
| 福岡県       | 九州朝日放送（KBC） | テレビ朝日系列                               | 毎週月 - 木曜 9:55 - 10:25 | 制作局 |
| 山口県       | 山口朝日放送（yab） | テレビ朝日系列                               | 毎週月 - 木曜 9:55 - 10:25 |        |
| 長崎県       | 長崎文化放送（ncc） | テレビ朝日系列                               | 毎週月 - 木曜 9:55 - 10:25 |        |
| 熊本県       | 熊本朝日放送（KAB） | テレビ朝日系列                               | 毎週月 - 木曜 9:55 - 10:25 |        |
| 大分県       | 大分朝日放送（OAB） | テレビ朝日系列                               | 毎週月 - 木曜 9:55 - 10:25 |        |
| 鹿児島県     | 鹿児島放送（KKB）   | テレビ朝日系列                               | 毎週月 - 木曜 9:55 - 10:25 |        |
| 宮崎県       | テレビ宮崎（UMK）   | フジテレビ系列 日本テレビ系列 テレビ朝日系列 | 毎週月 - 木曜 9:55 - 10:25 |        |

## アサデス。GOLD
『アサデス。GOLD』（アサデス。ゴールド）は、毎週金曜9:55 - 10:25に放送している番組。

### 概要
アサデス。7のメンバーが、福岡・佐賀に特化したGOLDな情報をまとめて紹介する。そのため『7』とほぼ同一時間ながら福岡ローカルである（『うるとらマンボウ』時代から金曜日にブロックネットは設定されていない）
出演者は、『7』のまつおが出演しないことを除きほぼ同一となっている。

### 出演者
○は九州朝日放送アナウンサー。

#### 現在
メインキャスター
- 三澤澄也○

週替わりMC / リポーター
- 斉藤ふみ
- 秋本ゆかり（タレント）
- 西本美恵子（タレント）
- 三好美優

中継リポーター
- 中島つぐまさ
- 野中勇輔（メタルラック）

## アサデス。アプリ
2021年にリリースされたスマートフォン向けアプリケーション。『アサデス。』とはついているが、KBCの番組表へのリンクや自社制作番組へのメッセージフォームが備えられ、実質KBCのラジオ・テレビ全体のアプリとしても機能している。
2022年4月18日より2025年3月31日まで、「どこでもアサデス。」と題し、『アサデス。KBC』の放送をほぼそのままアプリで配信していた。ただし、『アサデス。7』『アサデス。GOLD』は未対応であるほか、見逃し配信などは対応していない。その代わりに、『KBC』終了後に『どこでもアサデス。アフタートーク』として独自の内容を発信していた。著作権に関する進展が見られないことを終了理由に挙げている。

## 派生・ブローアップ番組

### あっぱれ!ニッポン国民遺産
『あっぱれ!ニッポン国民遺産』は、九州朝日放送をキーステーションに2012年以降放送されているスピンオフ特別番組。
『アサデス。KBC』の1コーナーである「福岡県民遺産」を全国版にバージョンアップし、全国でも数少ないマニアックな技を持つ人々を紹介する番組である。年に一回（毎年1月）、テレビ朝日系列全国24局ネットで放送される。
1. 2012年1月
2. 2013年1月19日
3. 2014年1月13日
4. 2015年1月18日

#### 出演者
- 関根勤（MC）
- 山瀬まみ（MC）

それ以外のゲストは年によって異なる。

### 指原莉乃のさしごはん
この番組では不定期で放送されている指原担当の料理コーナーを1本25分の単独番組（ブローアップ）として再構成し、一部の地方局で放送されている。
| 放送対象地域 | 放送局          | 系列                     | 放送期間                        | 放送日時             |
| ------------ | --------------- | ------------------------ | ------------------------------- | -------------------- |
| 大分県       | 大分朝日放送    | テレビ朝日系列           | 2015年1月10日 - 4月4日          | 土曜日 6:30 - 6:55   |
| 兵庫県       | サンテレビ      | 独立局                   | 2015年10月7日 - 2016年1月20日   | 水曜日 18:30 - 18:55 |
| 全国         | BS12 トゥエルビ | BSデジタル放送（独立系） | 2017年10月1日 - 2018年1月14日   | 日曜日 16:00 - 16:25 |
| 青森県       | 青森朝日放送    | テレビ朝日系列           | 2018年7月21日のみ（10分編集版） | 土曜日 11:05 - 11:15 |

また、インターネットではU-NEXTやフジテレビオンデマンドでオンデマンド配信されている。